# Herrestad, Marbäck
Herrestad är ett gods och säteri i Marbäcks socken i Aneby kommun.
Herrestad med en areal av 190 hektar utgjorde tillsammans med Bordsjö och Katrineholm ett fideikomisskomplex i Jönköpings län på sammanlagt 6 000 hektar mark. Det samlades av Gustaf Trolle-Bonde som 1826 köpte Herrestad och ägdes senare av hans sonson Carl Bonde.
Herrestad tillhörde tidigare släkten Pistol, Anders Gustavsson Pistol, som förekommer i Karolinerna var bosatt här.